# Brachymenium imbricatifolium
Brachymenium imbricatifolium là một loài Rêu trong họ Bryaceae. Loài này được (Müll. Hal.) Steere mô tả khoa học đầu tiên năm 1948.